# Heinrich Dittmar (Pädagoge)

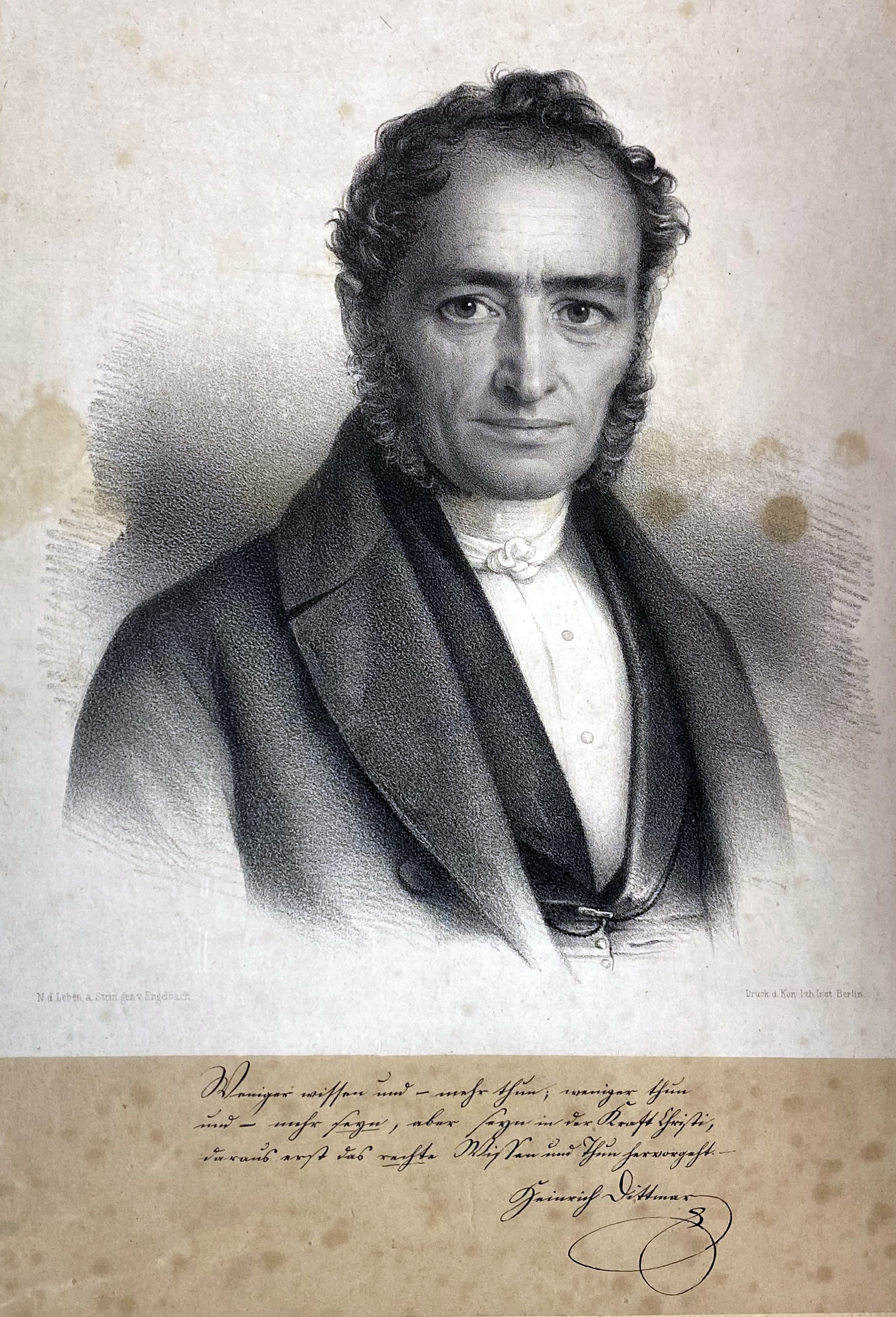
Heinrich Dittmar, Lithographie von Georg Engelbach

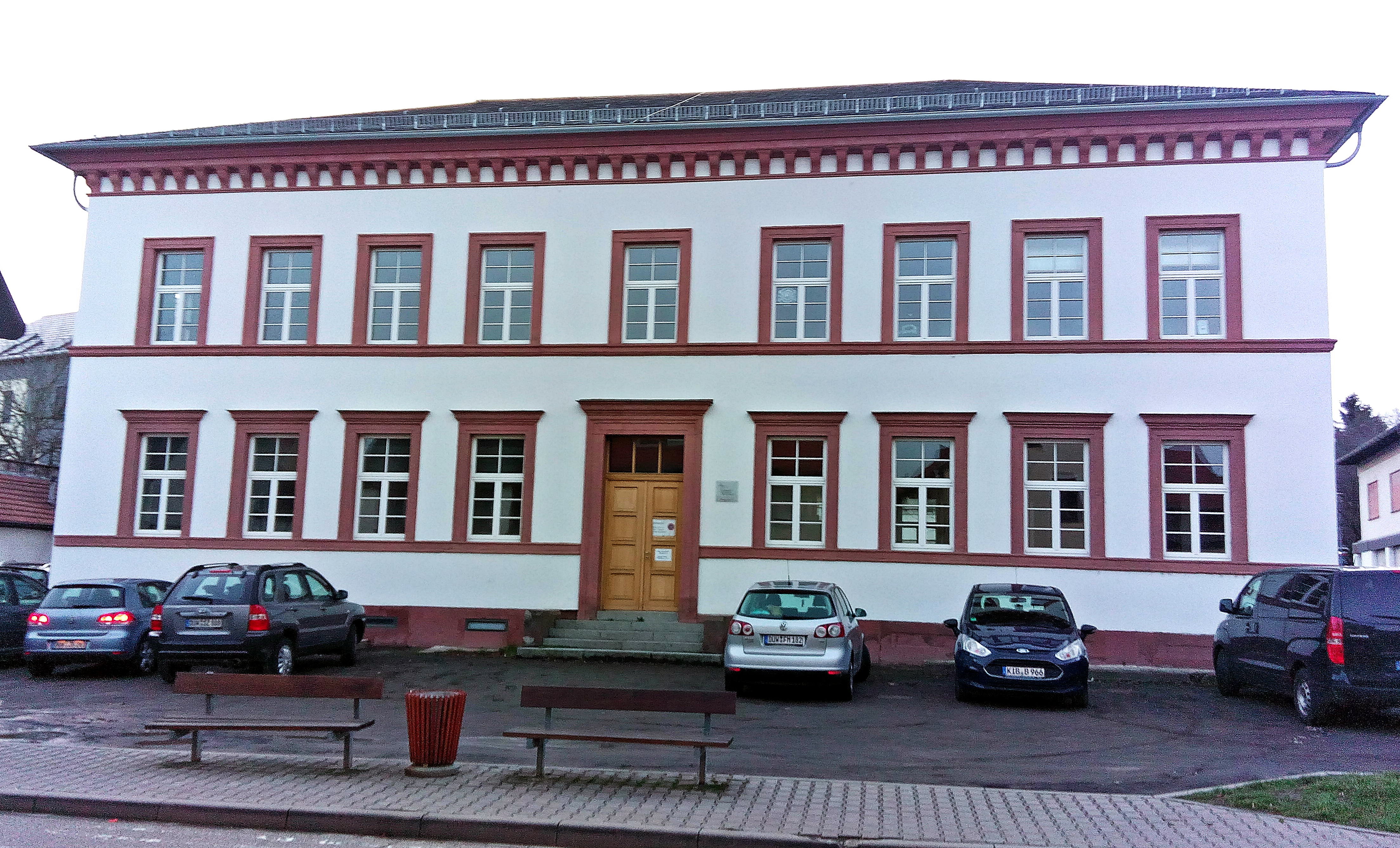
Die unter Dittmar erbaute und später von ihm aufgestockte Lateinschule Grünstadt

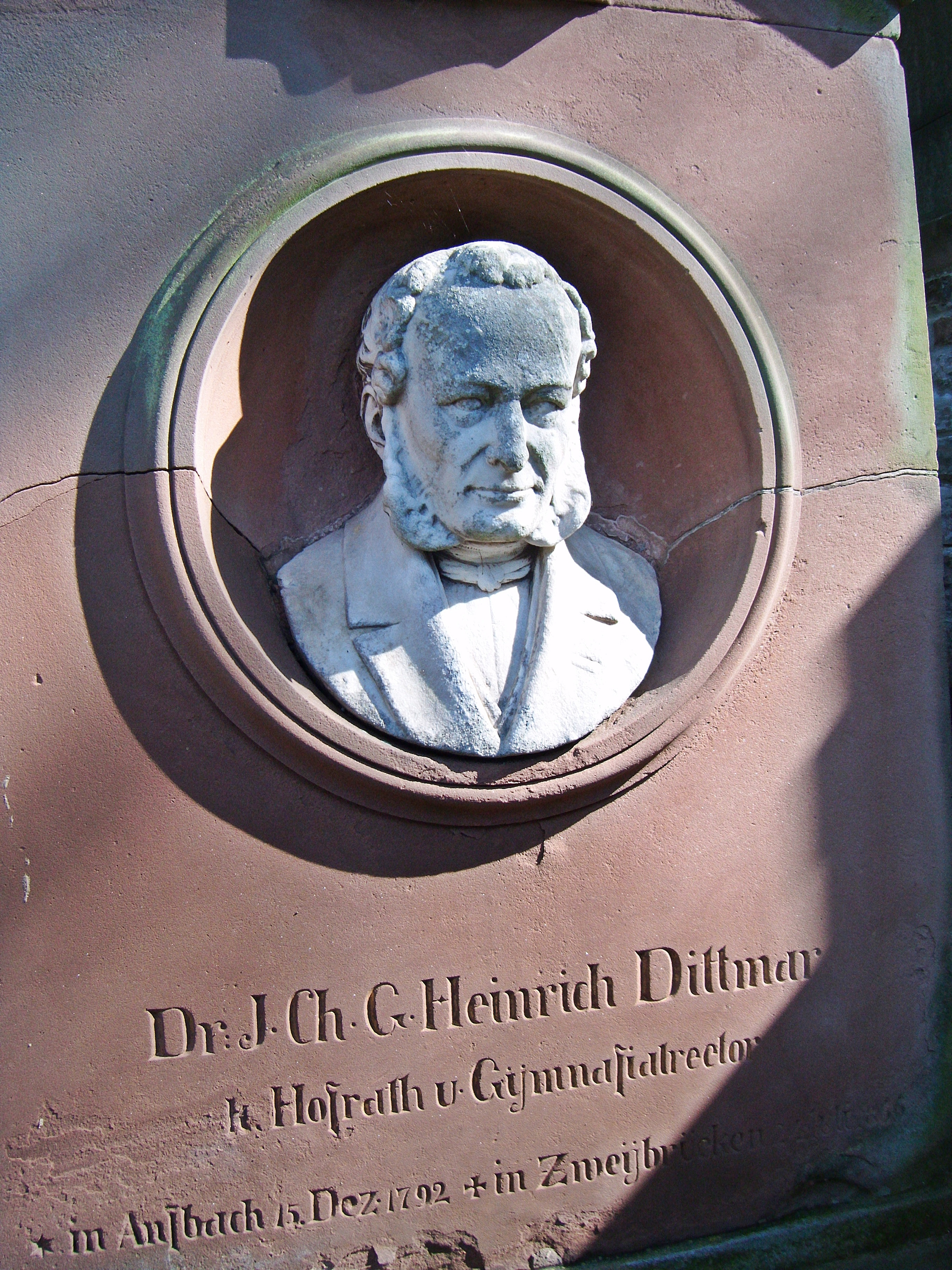
Porträt auf dem Grabstein

Heinrich Dittmar (* 15. Dezember 1792 in Ansbach; † 24. Juli 1866 in Zweibrücken) war ein deutscher Pädagoge, Historiker und Buchautor. 

## Leben und Wirken
Heinrich Dittmar stammte aus dem Fürstentum Ansbach, das in seinem Geburtsjahr an das Königreich Preußen fiel und war der Sohn des brandenburgischen Geheimsekretärs Johann Gottlieb Dittmar, sowie dessen Gattin Christiane geb. Zahn. Sein Bruder Friedrich war befreundet mit Karl Ludwig Sand (dem späteren Mörder des August von Kotzebue) und ertrank 1817, vor dessen Augen, in der Rednitz. Die Familie Dittmar bekannte sich zum evangelischen Glauben.
Dittmar studierte seit 1810 in Erlangen und Würzburg, erst die Rechte, dann Philosophie. In Erlangen wurde er Mitglied der Freimaurerloge Libanon zu den drei Cedern. Von dieser Geistesrichtung wandte er sich jedoch bereits wieder 1815, zugunsten dezidiert christlicher Anschauungen ab, wobei ihn namentlich der Philosoph Johann Jakob Wagner (1775–1841) beeinflusse.
Nachdem er sich bei Johann Heinrich Pestalozzi im schweizerischen Ifferten, mit dessen Schulmethoden vertraut gemacht hatte, errichtete er in Würzburg, mit einigen Freunden, selbst eine Schul- und Erziehungsanstalt nach jenen Prinzipien; 1817, zusammen mit Friedrich von Hermann, eine weitere in Nürnberg. In letzterer stellte er 1823 den mit ihm befreundeten Geologen Karl Georg von Raumer als Lehrkraft an. Der später sehr bekannte Wissenschaftler blieb zeitlebens mit Dittmar verbunden und besuchte ihn noch Jahre später in Grünstadt.
1824 wurde Heinrich Dittmar Subrektor und 1827 Rektor der Lateinschule im pfälzischen Grünstadt, wo er fast 30 Jahre lang sehr erfolgreich wirkte. Für seine biblischen Studien wollte er das Alte Testament in seiner Ursprache lesen, weshalb er Kontakt zu dem aus Kindenheim stammenden Heinrich Wilhelm David Heman (1793–1873) aufnahm, der als Lehrer an der jüdischen Schule von Grünstadt unterrichtete. Dieser strebte seinerseits danach griechisch zu lernen und in das Neue Testament eingeführt zu werden. So ergab sich eine Freundschaft zwischen beiden, Heman wurde 1833 evangelisch getauft und ein bekannter jüdisch-christlicher Konvertit seiner Zeit. Da er in diesem Zusammenhang seine Stellung verlor, stellte ihn Dittmar als Mathematiklehrer an der Grünstadter Lateinschule an, wo seine Leistungen von dem obersten bayerischen Schulmann Friedrich Thiersch 1838 sehr gelobt wurden.

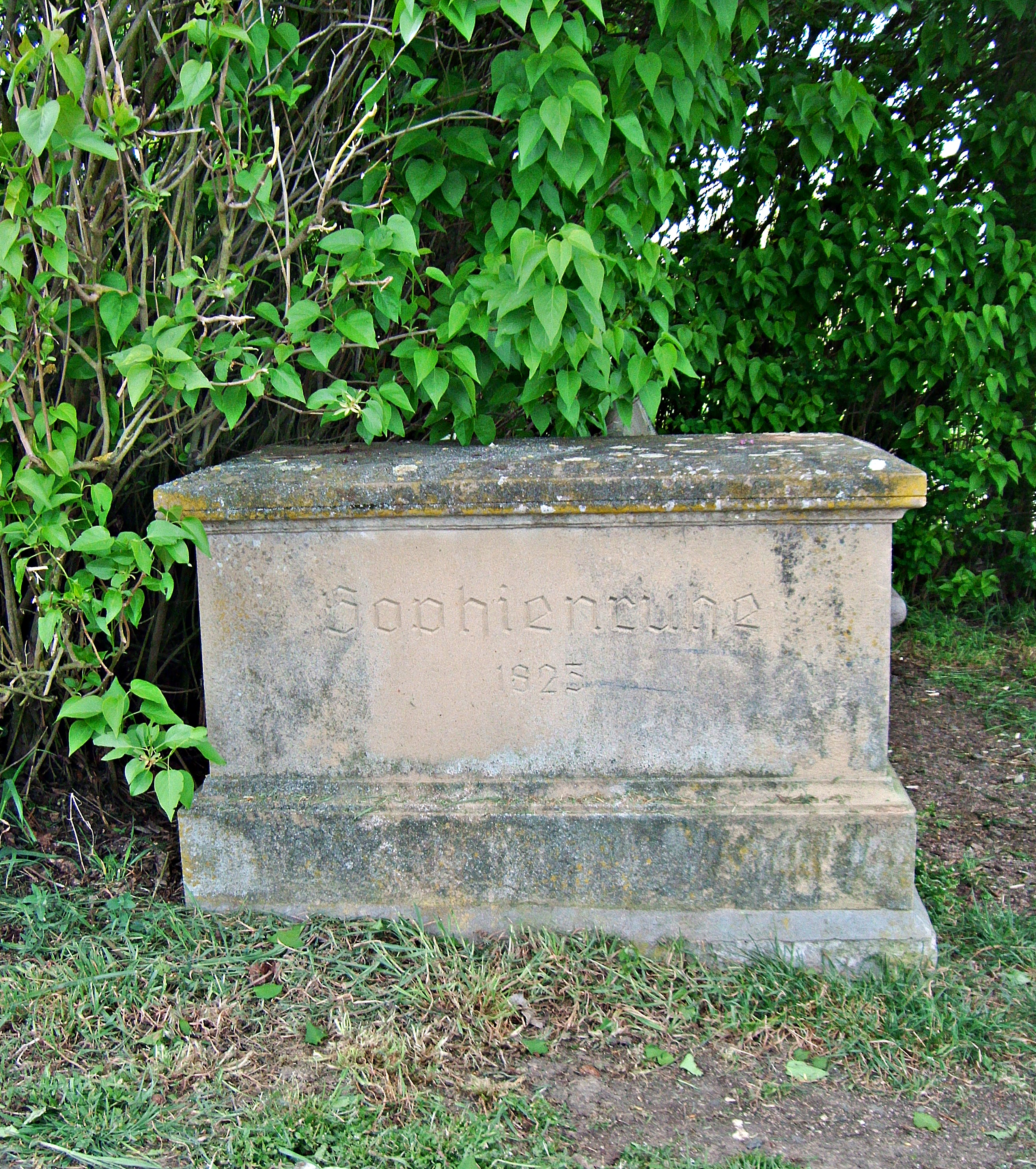
Dittmars Sophienruhe, bei Grünstadt

Als Gegner der Pfälzischen Revolution von 1849 bestimmte man Heinrich Dittmar 1852 zum Schulleiter des Gymnasiums in Zweibrücken, da das Gedankengut der Aufständischen in dieser Stadt besonders verbreitet war. Hier starb er 1866, sein Grabdenkmal mit Porträtbüste ist auf dem Hauptfriedhof Zweibrücken erhalten.
Heinrich Dittmar war verheiratet mit Sophia geb. Oehrl († 1826), nach deren Tod mit Louisa Karolina Moré die ebenfalls starb († 1830) und zuletzt mit deren Schwester Philippina Moré († 1876). An einem Höhenweg westlich von Grünstadt, von wo man einen guten Blick in die Rheinebene hat, befindet sich ein einfacher Gedenkstein mit der Bezeichnung „Sophienruhe 1825“, welchen der Schulrektor im Gedenken an den dortigen Lieblingsplatz seiner ersten Frau errichten ließ. Über Schwestern seiner 2. und 3. Frau war Heinrich Dittmar sowohl der Schwager des Germanisten Hans Ferdinand Maßmann (1797–1874) als auch des französischen Historikers Edgar Quinet (1803–1875), sowie  des Lithografen Georg Engelbach (1817–1894), der sein Porträt schuf. Der Revolutionär Friedrich Hermann Moré (1812–1880) war ein Bruder seiner Frau. Dittmar trug den Verdienstorden vom Heiligen Michael 1. Klasse und gehörte dem Pegnesischen Blumenorden an.
Laut Allgemeiner Deutscher Biografie war er besonders der Geschichtsschreibung zugetan und versuchte durch all seine diesbezüglichen Werke den Leitsatz „Christus ist der Mittelpunkt der Weltgeschichte“ zu beweisen. Er publizierte zahlreiche Bücher. 
Sein Sohn Gottlob Dittmar (1839–1891) wirkte ebenfalls als Gymnasialdirektor und Buchautor.

## Werke
- Außer zahlreichen Jugendschriften und einigen Ausgaben älterer Literaturdenkmäler, zum Beispiel des "Merks" von Abraham a Sancta Clara (Frankfurt 1827)
- Gedichte "Das Minnebüchlein", Berlin 1824
- "Waizenkörner gestreut in junge Herzen" (Frankfurt, 1827, verlegt von Johann David Sauerländer)
- "Geschichte der Welt vor und nach Christus, für das allgemeine Bedürfnis dargestellt" (Heidelberg 1845–60; 4. Aufl.  6 Bde.)
- "Historischer Atlas (Teil 1-2)". 5. Aufl., Winter, Heidelberg 1866 (Digitalisat)
- "Die Weltgeschichte im Umriß" (12. Auflage, das. 1881, 2 Bde.)
- "Leitfaden der Weltgeschichte" (9. Auflage das. 1879)
- "Die deutsche Geschichte in ihren wesentlichen Grundzügen und in einem übersichtlichen Zusammenhang" (8. Auflage das. 1880) (Digitalisat)
- "Abriß der bairischen Geschichte". Winter, Heidelberg 1882 (Digitalisat)